# Jacques Ferrand
Jacques Ferrand fue un médico francés nacido en 1575 en Agen, Francia y fallecido hacia 1630. 

## Biografía
Estudió medicina en el sur de Francia. Sucedió a André Du Laurens en el cargo que ejerció en Montepellier (1558-1609). Suele decirse que Ferrand fue un continuador de la obra melancólica de este médico, pero centrado ya en una parte concreta de la tristeza. 
Pues es famoso por su tratado de melancolía, Traicte de l'essence et guerison de l'amour ou de la melancholie erotique (1610), una obra psicológica temprana sobre la tristeza amorosa. Por esa obra padeció un juicio por la Inquisición, y su libro reapareció una docena de años después.
Hoy se le recuerda, desde el estudio de Jean Starobinski, precisamente por su Melancolía erótica, libro informado (sólo en parte divulgador y a veces anecdótico) que se incorpora entre los textos notables dedicados a la Melancolía, escritos a finales del siglo XVI y principios del siglo XVII, que culminarán con Robert Burton.